# White (contea di Beaver)
White  è una township degli Stati Uniti d'America, nella contea di Beaver nello Stato della Pennsylvania. Secondo il censimento del 2000 la popolazione è di 1.434 abitanti.

## Società

### Evoluzione demografica
La composizione etnica vede una prevalenza della razza bianca (87,31%) seguita da quella afroamericana (9,97%), dati del 2000.
| township di White Popolazione |       |
| 2000                          | 1.434 |
| Stima al 2009                 | 1.301 |